# Katarzyna Strączy
Katarzyna Strączy (ur. 28 listopada 1979 w Krakowie) – polska tenisistka.

## Życiorys
W grudniu 1995 roku osiągnęła swoje najwyższe lokaty w rankingach juniorskich: 43 w klasyfikacji indywidualnej oraz 84 w deblowej. Jedyny turniej wygrany w jej karierze to juniorskie zawody w chorwackim Umag (wśród chłopców zwyciężył wówczas czeski tenisista, Radek Štěpánek). Startowała w tym turnieju również w rywalizacji deblowej, ale w parze z Agatą Kurowską odpadła w pierwszej rundzie. W zawodach gry pojedynczej rozstawiona była z numerem 4 i już w pierwszej rundzie pokonała rodaczkę Monikę Kasaniuk. W finale zmierzyła się z najwyżej rozstawioną Anną Monhartovą z Czech (zwyciężyła 5:7, 6:4, 6:3).
Startowała w turniejach wielkoszlemowych w kategorii juniorek; debiutowała na Wimbledonie w 1996 roku. Doszła tam do drugiej rundy i uległa Magüi Sernie. Rok później wzięła też udział w Australian Open, gdzie doszła do trzeciej rundy.
W 1999 roku osiągnęła większy sukces – ćwierćfinał turnieju w Otočec, pokonawszy po drodze Magdę Mihalache, rozstawioną z numerem 2. W kwietniu 2000 roku osiągnęła ćwierćfinał w Cagliari. W sierpniu 2001 wygrała turniej z pulą nagród w wysokości dziesięciu tysięcy dolarów w czeskim Valašském Meziříčí. W drodze do zwycięstwa pokonała same reprezentantki Czech i Słowacji. W tym samym roku przegrała finał w Mariborze z Ľubomírą Kurhajcovą. Bilans jej meczów singlowych w karierze jest dodatni: wynosi 135 zwycięstw i 122 porażki.
W grze podwójnej osiągała zwykle półfinały turniejów. Dwa wspomniane zwycięstwa odniosła w imprezach ITF. Jej najwyższe miejsca w profesjonalnych rankingach WTA Tour to 215 w singlu (1 marca 1999) i 325 w deblu (21 sierpnia 2000). Katarzyna Strączy nie występuje na kortach od 2003 roku. Od 2006 do 2020 zajmowała się komentowaniem tenisa ziemnego dla stacji Eurosport.
Reprezentowała Polskę w rozgrywkach Pucharu Federacji w latach 1997 oraz 2000-2002. Miała okazję spotkać się tam m.in. z Natallą Zwierawą, Wolhą Barabanszczykawą, Katariną Srebotnik oraz Jeleną Janković. Bilans jej meczów w Fed Cup to 4 zwycięstwa i 10 porażek. Wszystkie mecze rozegrała na nawierzchni ziemnej.
Znacznie większe sukcesy odnosiła na zawodach krajowych. Po raz pierwszy została halową mistrzynią Polski w 1996, gdy w finale pokonała Annę Żarską. Została mistrzynią Polski w siedemdziesiątej szóstej edycji tej imprezy w 2002 roku. W finale pokonała Martę Domachowską 6:2, 4:6, 6:3. Była w składzie polskiej drużyny, która po raz pierwszy zdobyła miejsce w pierwszej trójce drużynowych mistrzostw Europy (razem z Anną Żarską, Magdaleną Grzybowską i Katarzyną Teodorowicz). Polki zajęły na zawodach w czeskim Frydlandzie III miejsce.
18 kwietnia 2004 roku tenisistka wzięła udział w imprezie o nazwie „Puchar Daviesa”, zorganizowanej na kortach „Gołaski Sport” w Krakowie przez Wyższą Szkołę Europejską im. ks. Józefa Tischnera, która w ten sposób świętowała swoje pierwsze urodziny. To właśnie Katarzyna Strączy wygrała te zawody, po pokonaniu w finale Macieja Dowbora. W drodze do finału nie dała szans Bogusławowi Rostworowskiemu i Andrzejowi Siezieniewskiemu.

## Finały turniejów singlowych ITF
| turnieje z pulą nagród 100 000 $ |
| turnieje z pulą nagród 75 000 $  |
| turnieje z pulą nagród 50 000 $  |
| turnieje z pulą nagród 25 000 $  |
| turnieje z pulą nagród 15 000 $  |
| turnieje z pulą nagród 10 000 $  |

| Rezultat     | Nr | Data       | Turniej           | Naw.    | Przeciwniczka       | Wynik            |
| Finalistka   | 1. | 13/09/1998 | Zadar             | Ceglana | Libuse Prusova      | 5:7, 0:6         |
| Zwyciężczyni | 1. | 19/08/2001 | Valašské Meziříčí | Ceglana | Milena Nekvapilova  | 7:6(3), 4:6, 6:2 |
| Finalistka   | 2. | 26/08/2001 | Maribor           | Ceglana | Ľubomíra Kurhajcová | 6:3, 5:7, 1:6    |